# Emerson Hyndman
Emerson Hyndman (Dallas, 9 aprile 1996) è un calciatore statunitense, centrocampista del Memphis 901.

## Carriera

### Club
Dal 2014 al 2016 ha giocato nel Fulham, nella seconda serie inglese.
Nell'estate 2016 è passato al Bournemouth.

### Nazionale
Dopo alcune partite con le varie selezioni giovanili, nel 2014 ha esordito nella nazionale maggiore statunitense.
Ha preso parte ai Mondiali Under-20 del 2015, nei quali ha messo a segno due reti.

## Statistiche

### Presenze e reti nei club
Statistiche aggiornate all'11 luglio 2019.
| Stagione           | Squadra            | Campionato         | Campionato | Campionato | Coppe nazionali | Coppe nazionali | Coppe nazionali | Coppe continentali | Coppe continentali | Coppe continentali | Altre coppe | Altre coppe | Altre coppe | Totale | Totale |
| Stagione           | Squadra            | Comp               | Pres       | Reti       | Comp            | Pres            | Reti            | Comp               | Pres               | Reti               | Comp        | Pres        | Reti        | Pres   | Reti   |
| ------------------ | ------------------ | ------------------ | ---------- | ---------- | --------------- | --------------- | --------------- | ------------------ | ------------------ | ------------------ | ----------- | ----------- | ----------- | ------ | ------ |
| 2014-2015          | Fulham             | FLC                | 9          | 0          | FACup+CdL       | 0+2             | 0               | -                  | -                  | -                  | -           | -           | -           | 11     | 0      |
| 2015-2016          | Fulham             | FLC                | 16         | 1          | FACup+CdL       | 0+1             | 0               | -                  | -                  | -                  | -           | -           | -           | 17     | 1      |
| Totale Fulham      | Totale Fulham      | Totale Fulham      | 25         | 1          |                 | 3               | 0               |                    | -                  | -                  |             | -           | -           | 28     | 1      |
| 2016-gen. 2017     | Bournemouth        | PL                 | 0          | 0          | FACup+CdL       | 1+2             | 0               | -                  | -                  | -                  | -           | -           | -           | 3      | 0      |
| gen.-giu. 2017     | Rangers            | SP                 | 13         | 4          | SC + CdL        | 4+0             | 0               | -                  | -                  | -                  | -           | -           | -           | 17     | 4      |
| 2017-2018          | Bournemouth        | PL                 | 1          | 0          | FACup+CdL       | 2+1             | 0               | -                  | -                  | -                  | -           | -           | -           | 4      | 0      |
| 2018-gen. 2019     | Hibernian          | SP                 | 15         | 1          | SC + CdL        | 0+2             | 0               | UEL                | 2                  | 0                  | -           | -           | -           | 19     | 1      |
| gen.-giu. 2019     | Bournemouth        | PL                 | 1          | 0          | FACup+CdL       | -               | -               | -                  | -                  | -                  | -           | -           | -           | 1      | 0      |
| Totale Bournemouth | Totale Bournemouth | Totale Bournemouth | 2          | 0          |                 | 6               | 0               |                    | -                  | -                  |             | -           | -           | 8      | 0      |
| Totale carriera    | Totale carriera    | Totale carriera    | 55         | 6          |                 | 15              | 0               |                    | 2                  | 0                  |             | -           | -           | 72     | 6      |

### Cronologia presenze e reti in Nazionale
| Cronologia completa delle presenze e delle reti in nazionale ― Stati Uniti | Cronologia completa delle presenze e delle reti in nazionale ― Stati Uniti | Cronologia completa delle presenze e delle reti in nazionale ― Stati Uniti | Cronologia completa delle presenze e delle reti in nazionale ― Stati Uniti | Cronologia completa delle presenze e delle reti in nazionale ― Stati Uniti | Cronologia completa delle presenze e delle reti in nazionale ― Stati Uniti | Cronologia completa delle presenze e delle reti in nazionale ― Stati Uniti | Cronologia completa delle presenze e delle reti in nazionale ― Stati Uniti |
| Data                                                                       | Città                                                                      | In casa                                                                    | Risultato                                                                  | Ospiti                                                                     | Competizione                                                               | Reti                                                                       | Note                                                                       |
| -------------------------------------------------------------------------- | -------------------------------------------------------------------------- | -------------------------------------------------------------------------- | -------------------------------------------------------------------------- | -------------------------------------------------------------------------- | -------------------------------------------------------------------------- | -------------------------------------------------------------------------- | -------------------------------------------------------------------------- |
| 3-9-2014                                                                   | Praga                                                                      | Rep. Ceca                                                                  | 0 – 1                                                                      | Stati Uniti                                                                | Amichevole                                                                 | -                                                                          | 67’                                                                        |
| 22-5-2016                                                                  | Bayamón                                                                    | Porto Rico                                                                 | 1 – 3                                                                      | Stati Uniti                                                                | Amichevole                                                                 | -                                                                          | 46’                                                                        |
| Totale                                                                     |                                                                            | Presenze                                                                   | 2                                                                          |                                                                            | Reti                                                                       | 0                                                                          |                                                                            |

## Palmarès

### Competizioni nazionali
- U.S. Open Cup: 1

Atlanta United: 2019

### Competizioni internazionali
- Campeones Cup: 1

Atlanta United: 2019